# ایویانتس
ایویانتس (به لاتین: Ivyanets) یک منطقهٔ مسکونی در بلاروس است که در منطقه مینسک واقع شده‌است. ایویانتس ۴٬۲۰۶ نفر جمعیت دارد.